# Trallalero

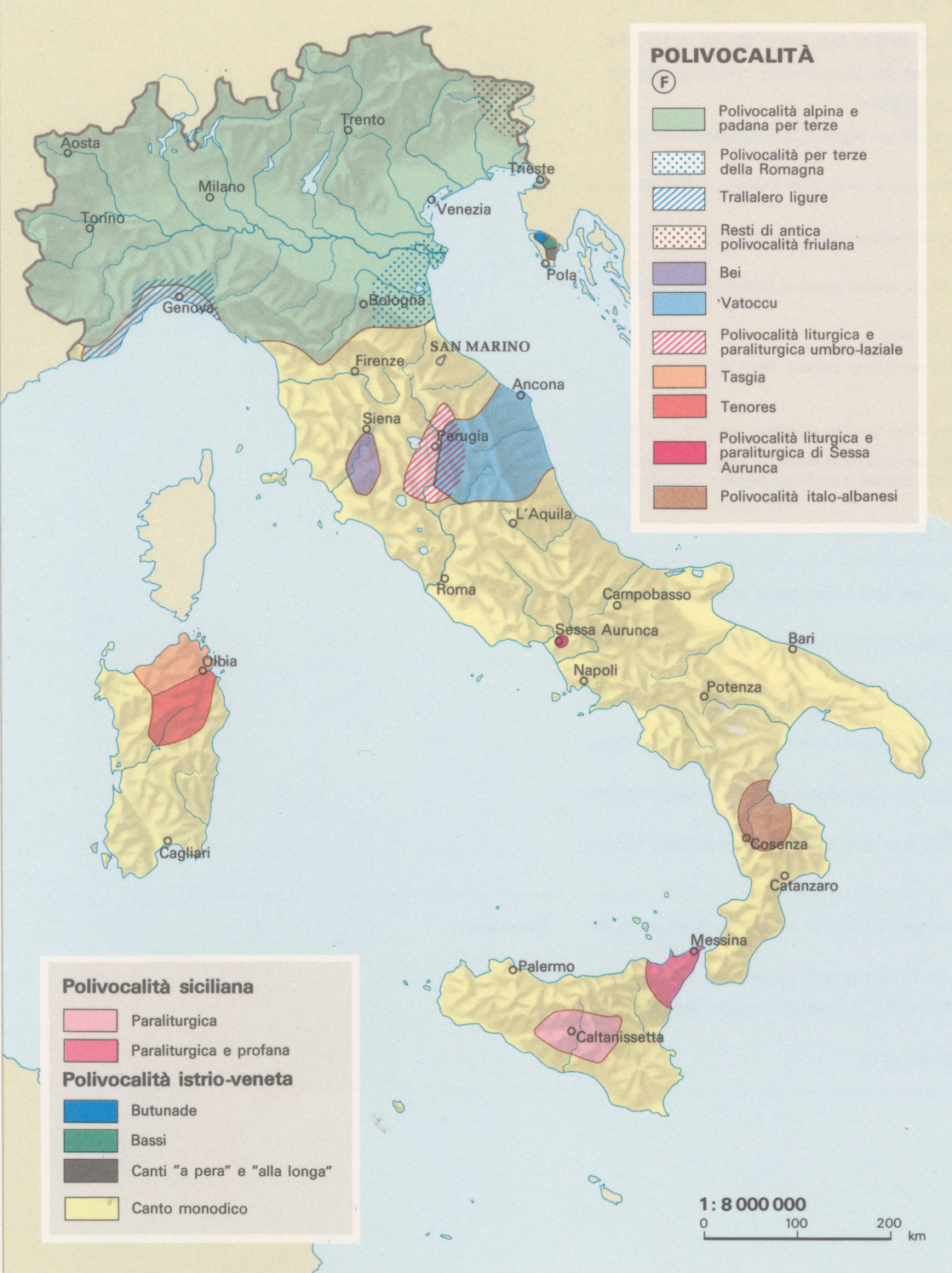
Karte des polyphonen Volksgesangs in Italien

Der Trallalero ist ein im italienischen Genua beheimateter A-cappella-Gesang ohne Instrumente, der traditionell von den Hafenarbeitern gesungen wird. Mit dem Singen von ihrer Arbeit und der Liebe versuchten die Arbeiter, sich von ihrer schweren Tätigkeit nach Feierabend abzulenken.
Die Wurzeln des Trallalero reichen bis ins Mittelalter zurück, seine Hochblüte hatte er in den Anfängen des 20. Jahrhunderts.
Obwohl sich das Hafenleben wegen der Containerschifffahrt in den letzten Jahrzehnten stark gewandelt hat, wird der Trallalero auch heute noch von einigen wenigen Gruppen in Genua gepflegt.
Eine Trallalero-Gruppe besteht üblicherweise aus neun Personen: Bariton, Tenor, Falsett, einer "Gitarre" (also einer Stimme, die eine Gitarre imitiert) sowie fünf Bass-Stimmen.
Da der Trallalero ausschließlich von Männern gesungen wird, ist die Falsett-Stimme die einzige hohe Stimme in der Gruppe. Frauen sind (mit sehr wenigen Ausnahmen) bis heute von der Tradition des Trallalero ausgeschlossen.